# Thu Hoạch
Làng Thu Hoạch, tổng Canh Hoạch, huyện Thiên Lộc, phủ Đức Quang, trấn Nghệ An (nay là xã Thạch Châu, huyện Lộc Hà, tỉnh Hà Tĩnh) là quê hương của dòng họ Phan Huy, một dòng họ văn hóa của thế kỷ 18 và 19, mở rộng ra cả Bắc Hà. Dòng họ này có các tên tuổi lớn như: Bình Chương Đô đốc Phan Huy Cận, Thượng thư Phan Huy Ích, nhà bác học Phan Huy Chú, các nhà thơ Phan Huy Thực, Phan Huy Ôn, Phan Huy Vịnh, Thủ tướng Phan Huy Quát, Giáo sư sử học Phan Huy Lê... Làng này còn là quê cha đất tổ của nhà sử học Phan Phu Tiên, Thừa chính sứ kiêm Quản đô lực sĩ Nguyễn Tông Tây (1436-?).